# 686 Gersuind
686 Gersuind este un asteroid din centura principală, descoperit pe 15 august 1909, de August Kopff.